# Focke-Wulf Fw 61

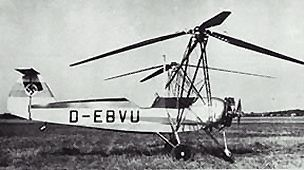
Il primo prototipo di Focke-Wulf FW 61 immatricolato D-EBVU.

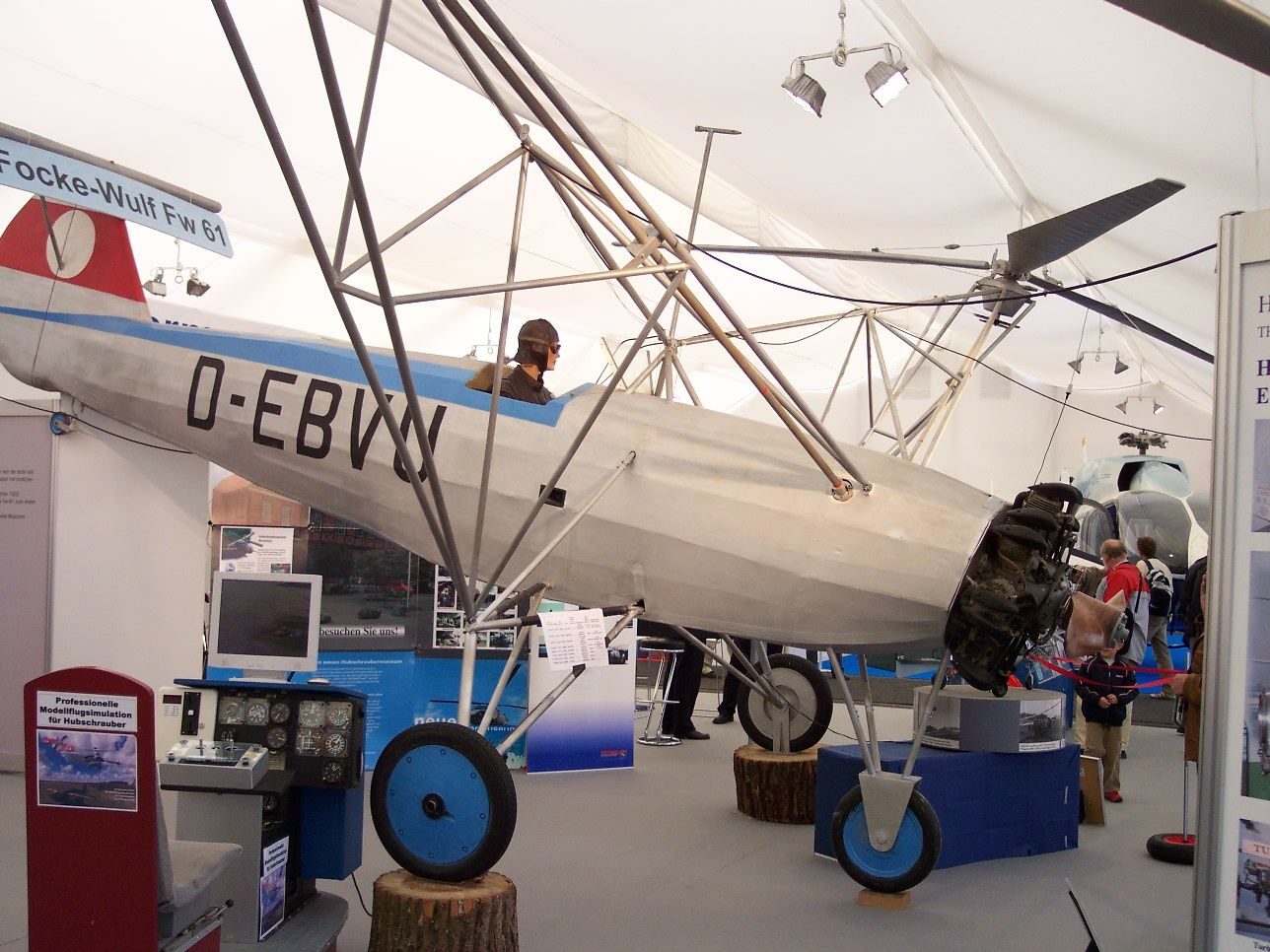
Focke-Wulf Fw 61 esposto all'ILA 2006.

Il Focke-Wulf Fw 61, indicato successivamente anche come Focke-Achgelis Fa 61, era un elicottero sperimentale monoposto progettato da Henrich Focke in collaborazione con Gerd Achgelis e realizzato dall'azienda tedesca Focke-Achgelis & Co., GmbH su richiesta della Focke-Wulf Flugzeugbau negli anni trenta.
Detiene il primato di essere stato il primo aeromobile di questo tipo utilizzabile, pratico e pienamente controllabile.

## Storia del progetto
L'esperienza acquisita da Focke nella realizzazione su licenza degli autogiro dell'azienda britannica Cierva Autogiro Company, prima con i C.20, i C.19 rimotorizzati Siemens-Halske Sh 14, e successivamente con i C.30, lo fece riflettere sull'impossibilità di un ulteriore sviluppo di quel concetto. Il Focke-Wulf Fw 186, primo sviluppo autoctono dei velivoli britannici non era difatti riuscito ad essere all'altezza delle aspettative.
Decise per cui che la strada da intraprendere era nello studio di uno sviluppo nuovo e tecnicamente superiore, così che negli anni trenta cominciò a concretizzare i primi abbozzi che lo porteranno alla realizzazione del primo elicottero. Dopo una serie di modelli passati al vaglio della galleria del vento, venne deciso di preferire una soluzione che prevedesse l'uso di due rotori controrotanti per annullare la coppia di forze che in un simile aeromobile ne avrebbe compromesso la manovrabilità.
Il progetto fu presentato al Reichsluftfahrtministerium che, essendo impegnato nella ricostruzione dell'apparato bellico volante della Luftwaffe, accolse tiepidamente la richiesta di Focke accordandogli la possibilità di costruire un solo prototipo invece che i due normalmente richiesti in questi casi. Solo successivamente l'intervento dell'ingegnere Roluf Lucht del Technischen Amt gli fece ottenere la fiducia per la realizzazione del secondo prototipo.

### Prototipi
Il primo prototipo costruito, l'Fw 61 V1, immatricolato D-EBVU (W nr. 931), era pronto per i primi test di controllo ed il 1º maggio 1935 ai comandi del Dipl.-Ing Ewald Rohlfs si staccò da terra in un edificio di Hemelingen, nel comune di Brema, ma solamente il 26 giugno effettuò il primo volo libero ai comandi di Gerd Achgelis.
Il secondo prototipo, l'Fw 61 V2, immatricolato D-EKRA (W nr. 1789), si staccò da terra il 10 maggio 1937 data in cui eseguì il primo atterraggio in autorotazione a motore spento.

## Tecnica
L'Fw 61 presentava un aspetto generale a prima vista ancora molto simile ad un normale aereo. La fusoliera era difatti comune ad un altro aeromobile di successo, l'addestratore Focke-Wulf Fw 44 Stieglitz solo privata dell'apertura anteriore riservata al passeggero/istruttore. Il motore, un radiale BMW-Bramo 314 E a 7 cilindri da 118 kW (160 PS), era posizionato sul muso dell'aeromobile senza alcuna protezione. La fusoliera, realizzata in tubi di acciaio saldati rivestiti in metallo e tela, era dotata di un singolo abitacolo aperto e terminava posteriormente in una coda con impennaggio a T, ottenuto spostando i piani orizzontali dalla posizione originale dello Stieglitz e collegandoli in un'unica struttura a semisbalzo all'apice della deriva.
I rotori erano due, a tre pale, del diametro di 7 metri ciascuno, e posizionati all'apice di due tralicci addizionali imperniati sulla fusoliera nella posizione dove nell'Fw 44 si trovavano le due ali. Questi ricevevano il moto tramite un riduttore di velocità posizionato davanti alla cabina di pilotaggio ed un sistema di alberi motore, e per annullare la coppia rotazionale giravano in senso opposto uno all'altro.
Il carrello, in configurazione triciclo anteriore, era munito di ruote, l'anteriore, successivamente integrata in una carenatura, posizionata nella fusoliera sotto il motore, le altre due collegate alle strutture laterali che sorreggevano i rotori. Posteriormente era completato da un ulteriore ruotino di coda.

## Utilizzatori
Germania
- Luftwaffe